# Kantō
Vùng Kanto của Nhật Bản (関東地方 (Quan Đông địa phương) Kantō-chihō) là một trong chín vùng của Nhật Bản. Vùng này nằm ở phía Đông của đảo Honshu, bao gồm bảy tỉnh: Gunma, Tochigi, Ibaraki, Saitama, Tokyo, Chiba, và Kanagawa. 40% diện tích đất đai chính giữa của vùng Kanto là bình nguyên Kanto. Đây là khu vực có mức độ đô thị hóa cao nhất ở Nhật Bản, với vùng thủ đô Tokyo, tổng dân số là 42.053.000 (16/4/2010), chiếm 1/3 dân số Nhật Bản.　
Khu vực này có Sân bay quốc tế Tokyo (hay còn gọi là Sân bay Haneda) và Sân bay quốc tế Narita là các cửa ngõ quan trọng của Nhật Bản.
Thủ đô Tokyo là một trong những thành phố lớn trên thế giới và phát triển đa dạng về mọi mặt. Nếu Khu phố cổ Asakusa cho bạn tha hồ trải nghiệm về lịch sử và văn hóa thì Khu phố Harajuku và Khu phố Shibuya lại là nơi ngập tràn không gian văn hóa của giới trẻ. Khu phố Shinjuku có rất nhiều quán rượu, chắc chắn ở đây sẽ cho bạn cái nhìn toàn diện hơn về nhiều mặt của con người Nhật Bản. Rời trung tâm thành phố một chút để đến với khu vực Ngoại ô Tokyo, bạn sẽ được hòa mình tận hưởng sự yên bình giữa thiên nhiên muôn màu với những địa điểm như Núi Takao, Núi Mitake, Hồ Okutama.
Có thể nói tỉnh Chiba là cửa ngõ quan trọng kết nối Nhật Bản với toàn thế giới thông qua Sân bay quốc tế Narita. Phía đông của tỉnh giáp với biển Thái Bình Dương và phía tây giáp với Vịnh Tokyo. Chiba có khí hậu tương đối ôn hòa rất thuận lợi để phát triển nông nghiệp, nên ở đây nổi tiếng với nhiều loại trái cây và nông sản; nếu đến đây từ tháng 1 đến tháng 5 bạn sẽ được trải nghiệm thu hoạch dâu tây nữa đấy. Có thể bạn chưa biết, nhưng Tokyo Disney Resort là địa danh có gắn chữ Tokyo trong tên gọi nhưng thật ra lại ở Chiba.
Ở tỉnh Saitama nằm về phía bắc của thủ đô Tokyo, có khu vực Kawagoe là nơi còn lưu giữ dãy phố cổ của thời đại Edo còn được gọi là "Ko-Edo" (Edo thu nhỏ). Từ Tokyo có thể dễ dàng đến được Saitama với chỉ 1 giờ đi tàu điện, vì thế nhiều năm gần đây khu vực này thu hút được rất nhiều du khách. Ở khu vực Chichibu ngập tràn thiên nhiên còn có các điểm tham quan rất đáng để đặt chân đến như Công viên Hitsuji-yama - đồi hoa Shibazakura nổi tiếng với loài hoa Shibazakura, đặc biệt đừng quên tham gia Tour bơi thuyền vượt thác Nagatoro để được dịp chiêm ngưỡng phong cảnh thung lũng tuyệt đẹp nhé.
Tỉnh Tochigi có khu vực Nikko nổi tiếng với Đền Nikko Tosho-gu là di sản thế giới, ngoài ra còn có Kinugawa Onsen là khu suối nước nóng nổi tiếng của vùng Kanto. Tochigi chỉ cách Tokyo khoảng 1 giờ di chuyển, nên bạn có thể kết hợp đến thăm nơi đây trong chuyến du lịch Tokyo của mình.
Tỉnh Kanagawa nằm về phía nam của Tokyo, có các khu vực hấp dẫn như: thành phố cảng Yokohama nổi tiếng với khu người Hoa, khu phố cổ Kamakura - nơi bạn có thể đi một vòng chiêm ngưỡng quần thể đền chùa, Hakone nổi tiếng với khu suối nước nóng. Nếu đến thăm khu vực này vào mùa thu thì đừng bỏ qua 2 điểm ngắm lá đỏ tuyệt đẹp là Hakone và Kamakura nhé.
Tỉnh Gunma nằm phía bắc của vùng Kanto, có Suối nước nóng Kusatsu Onsen, Suối nước nóng Ikaho Onsen, Suối nước nóng Minakami Onsen là những cơ sở suối nước nóng nổi tiếng cả nước. Vào mùa đông, nhiều khu trượt tuyết mở cửa khiến khu vực này trở nên nhộn nhịp du khách đến tận hưởng các môn thể thao mùa đông.
Tỉnh Ibaraki nằm phía bắc của tỉnh Chiba. Khu vực Mito tọa lạc ngay trung tâm của tỉnh Ibaraki có Công viên Kairaku-en nổi tiếng với loài hoa mơ (Ume). Vào tháng 3 hằng năm, do có lễ hội Ume Matsuri nên khu vực này trở nên nhộn nhịp và đông đúc.

## Liên kết ngoài
- Tư liệu liên quan tới Kantō region tại Wikimedia Commons